# Le Cherche midi
Pour les articles homonymes, voir Cherche-midi.
 (octobre 2017).
Si vous disposez d'ouvrages ou d'articles de référence ou si vous connaissez des sites web de qualité traitant du thème abordé ici, merci de compléter l'article en donnant les références utiles à sa vérifiabilité et en les liant à la section « Notes et références ».
Le Cherche midi est une maison d'édition française fondée en 1978 par Philippe Héraclès et Jean Orizet, dans une librairie de la rue du Cherche-Midi (Paris). Les deux éditeurs prônent la liberté individuelle comme valeur fondamentale. 

## Historique
En avril 2005, le groupe d'édition Editis prend une participation majoritaire dans le capital. La maison est généraliste en ce qu’elle aborde tous les rayons[Quoi ?].
En 2012, la maison d'édition quitte son adresse historique, au numéro 23 de la rue du Cherche-Midi dans le 6e arrondissement de Paris, pour rejoindre les locaux d’Editis avenue de France (75013).
Dirigé depuis 2021 par Jean Le Gall, par ailleurs toujours directeur des éditions Séguier et depuis juillet 2022 directeur de Sonatine éditions, Le Cherche midi regroupe aujourd’hui[Quand ?] une vingtaine de collaborateurs dont cinq éditeurs (Jean-Pierre Montal, Marie Misandeau, Arnaud Hofmarcher, Emmanuelle Delacomptée et Philippe Héraclès).
Dans une interview donnée à Livres Hebdo, Jean Le Gall annonce vouloir rester fidèle à la ligne généraliste et au caractère mêlé d'impertinence et d'originalité qui ont fait le succès de la maison.

## Publications remarquées
- Un silence d'environ une demi-heure de Boris Schreiber, un récit autobiographique, prix Renaudot en 1996.
- La Guerre des banlieues n'aura pas lieu du rappeur Abd al Malik, prix de littérature politique Edgar-Faure en 2010.
- La trilogie Mille femmes blanches de l'Américain Jim Fergus, traduite de l'anglais par Jean-Luc Piningre, fut un immense succès. Le premier volume est paru en 2000, et ses suites, La Vengeance des mères en 2016 et Les Amazones en 2019[5].
- Oméga mineur (2010) de Paul Verhaeghen, Prix de la Communauté flamande pour une œuvre en prose (2005), Prix Ferdinand-Bordewijk (2005), Prix de Littérature des Provinces flamandes (2006), The Independent Foreign Fiction Prize (en) (2008).
- L'Arbre-monde de Richard Powers traduit de l'anglais par Serge Chauvin (2018, collection Lot 49) couronné du Prix Pulitzer 2019[6] et du Grand Prix de littérature américaine (en) 2018[7].
- Murnau des ténèbres de Nicolas Chemla (2021, collection COBRA), finaliste du prix Renaudot en 2021[8].
- La Récitante d'Eve-Marie des Places (2022, collection COBRA), dans la sélection du Prix Goncourt du premier roman en 2022[9].
- La main sur le cœur de Yves Harté (2022, collection Les Passe-murailles), dans la sélection du Prix littéraire du Monde 2022[10], prix d'Académie de l'Académie française en 2023, médaille de vermeil[11].
- Sous les feux d'artifice de Gwenaële Robert (2022, collection Les Passe-murailles), prix Ouest 2023[12].
- Bomarzo de Manuel Mujica Lainez traduit de l'espagnol par Catherine Ballestero (2023, collection COBRA), Prix national de littérature en 1963 et aux États-Unis le prix J.-F. Kennedy en 1964.
- Cordillera de Delphine Grouès (2023, collection Les Passe-Murailles), dans les 10 livres recommandés par l'Académie Goncourt pour l'été 2023[13].
- Au nom des Noirs de Robert Penn Warren, trois fois lauréat du Prix Pulitzer, traduit par Valérie Le Plouhinec (2023)[14].
- Le Temps des loups d'Olivier Maulin (2022, collection Borderline), prix des Hussards 2023[15].
- Robert Oppenheimer, triomphe et tragédie d'un génie de Kai Bird et Martin J. Sherwin, traduit de l'anglais par Peggy Sastre (2023), sacré par le prix Pulitzer de l'autobiographie en 2006[16],[17]. La biographie a inspiré Christopher Nolan pour son film Oppenheimer (2023).[18]
- Kafka, tome 1 le temps des décisions de Reiner Stach traduit de l'allemand par Régis Quatresous (2023), le premier tome de la biographie de référence consacrée à Franz Kafka, qualifiée par Cécile Guilbert dans Marianne "d'époustouflante biographie"[19], par Imre Kertész de "roman à part entière", "ce que le genre biographique peut produire de meilleur."[20]
- Les Maîtres de Bayreuth de Charlie Roquin (2023, collection Les Passe-Murailles), dans la sélection du prix Interallié et du Grand prix du roman de l'Académie française 2023.
- L'Abîme de Nicolas Chemla (2023, collection blanche), dans la sélection du prix Renaudot et finaliste du prix des Deux Magots 2023.

## Principales collections
- « Lot 49 » : lancée en 2004 cette collection de fiction américaine est codirigée par Arnaud Hofmarcher et Christophe Claro. Elle s'est terminée en 2019 après 49 titres publiés. La thématique de cette collection est la fiction américaine (fin XXe et XXIe siècle), avec pour point commun l’invention formelle, et un goût prononcé pour l’humour, l’absurde et la fantaisie[21].Les auteurs choisis sont principalement de grands auteurs américains pas encore ou peu traduits (et édités) en France tels William T. Vollmann, Richard Powers, William H Gass et surtout Thomas Pynchon.
- « Vice Caché », lancée en 2020, la collection prend la suite de « Lot 49 ». Elle est codirigée par Claro, Arnaud Hofmarcher et Marie Misandeau. Le nom de la collection est en référence à Thomas Pynchon et à son roman Vice caché. Le premier ouvrage édité est La femme intérieure de Hellen Phillips. En 2023, paraît Janine 1982 d'Alasdair Gray qualifié de "L'un des meilleurs romans de langue anglaise" par Will Self et de "prouesse littéraire" par François Angelier dans Le Monde des livres.[22]
- "Les Passe-Murailles", cette collection de littérature française, dont le nom s'inspire d'un personnage de Marcel Aymé, est dirigée par Emmanuelle Delacomptée. Elle propose aux lecteurs de traverser les murs opaques de mondes méconnus à travers des textes aux formes libres pouvant mêler roman et théâtre, roman et poésie, tragédie et récit, etc.[23]
- "Borderline", lancée en 2022 cette collection propose des textes inédits, des curiosités mais aussi des rééditions qui font la part belle au « pulp . La collection se présente comme faisant "place à irrévérence", l'insolence et la liberté, elle annonce "des fictions sans gêne et sans reproche au rythme vigoureux, au parler sans détour et aux personnages franchement pas polis." [24] Parmi les titres déjà parus, on peut citer Le Temps des loups d'Olivier Maulin, prix des Hussards 2023, Louis le magnifique de Patrice Jean, Colonel Sun, une aventure de James Bond de Kingsley Amis[25].
- "COBRA" : lancée en août 2021 la collection se consacre à l'imagination, au roman, "celui qui doit sa gloire à l'invention et à cette faculté superbe des écrivains : la création."[4] Elle veut prôner le fantasmé, l’irréel, l’imaginaire contre le banal et l’ennui[26]. Les deux premiers titres publiés sont Murnau des ténèbres de Nicolas Chemla et La grande vallée d'Edouard Bureau. Ont suivi La Récitante d'Eve-Marie des Places (sélection du Prix Goncourt du premier roman en 2022), Les Reines d'Emmanuelle Pirotte et Bomarzo de Manuel Mujica Lainez.